# سگ وفادار چاقالو
سگ وفادار چاقالو (انگلیسی: Fatty's Faithful Fido) یک فیلم کوتاه کمدی به کارگردانی و بازیگری راسکو آرباکل است که در سال ۱۹۱۵ منتشر شد. در عنوان‌بندی فیلم نام هیچ‌یک از عوامل و بازیگران فیلم ذکر نشده‌است.

## گزیدهٔ بازیگران
- راسکو آرباکل[۱]
- مینتا دارفی[۱]
- اَل سنت جان
- جو بوردو[۵]
- گلن کاوندر[۵]
- تد ادواردز[۵]
- فرانک هیز[۱]
- لئو وایت[۱]
- لوک